# 張其緒
张其绪（1570年—1609年），字缵叔，號兹咸，山西太原府盂县在城人，明朝政治人物。

## 生平
萬曆二十五年（1597年）丁酉科山西举人，三十五年（1607年）丁未科进士，授行人司行人，三十七年四月与正使吏科给事中翁宪祥奉命册封庆成王朱慎钟庶一子朱敏泥为王，夫人侯氏为庆成王妃。三十七年卒。

## 家族
曾祖张宝，知县。祖父张汝学，儒官。父张三宅，知县。前母李氏、葛氏、和氏，母逯氏。慈侍下。兄其维、其绶。弟其綵。